# Charles-Gui Le Borgne de Kermorvan
 Charles-Gui Le Borgne de Kermorvan, né le 12 janvier 1695 à Pleyben et mort le 30 septembre 1761 à Tréguier, est un prélat français du XVIIIe siècle.

## Biographie
Charles-Gui Le Borgne de Kermorvan nait dans le diocèse de Léon. Il est le 3e fils de Jacques Le Borgne seigneur de Kermorvan et de Catherine Le Borgne fille de Gui Le Borgne seigneur de Treuscoët et de Françoise Legendre. Destiné à l'Église, il devient vicaire général de Saint-Pol-de-Léon pour les « Bas-bretons » dont il parle la langue .Il devient vicaire général du diocèse de Tréguier et est nommé évêque de Tréguier  en 1746. Il est consacré par l'archevêque de Paris Jacques Bonne-Gigault de Bellefonds. Frappé par une attaque de paralysie il ne se démet pas de son évêché. Il est le dernier évêque de Tréguier à mourir dans la cité épiscopale et à être inhumé dans sa cathédrale .

## Héraldique
Ses armoiries sont : d'azur à trois huchets ou cors de chasse d'or enguichés de même et posés deux et un